# ルインズ
ルインズ (Ruins) は、1985年に結成された日本のバンド。エクスペリメンタル・ロック、アヴァン・プログ、マスロックというジャンルで語られることが多い。ZENI GEVAやボアダムスなどと同様、日本より海外で知名度が高いとされるバンドである。

## 来歴
1985年、ドラムスの吉田達也が主体となり結成。結成当時はギターも含めたトリオ編成を予定していたが、最初のリハーサルにギタリストが来ず、そのままドラムスとベースによるデュオになったと言われる。以後、ドラムスとベースというデュオはほかにも誕生するが、この形態はルインズが始祖と言われる。
ドラムスは結成時より吉田達也が担当するが、ベースには入れ替わりがあり、現在まで4人が担当している（「メンバー」欄参照）。
1990年代初頭に、ボアダムスと同時にアメリカデビューを果たした。以降、海外ツアーもきわめて多く行っている。
4人目のベースである佐々木恒が2003年に脱退し、それからはベース・パートをサンプラーで代用しての「ルインズ・アローン」として吉田が1人でツアーを行っている。
2005年に行われたルインズアローンの全米ツアーは「BASSIST WANTED TOUR」と題され、ベーシストを探すために行われたが、結局ベーシストは見つからなかった。
2016年2月、『Hyderomastgroningem』がローリング・ストーン誌が選ぶ「音楽史上最高のプログレ・ロック・アルバム50選」の49位に選ばれた。
2016年12月、第3期ベーシストの増田隆一が復帰し期間限的でライブ活動を再開。

## 特徴
ドラムスとベースからなるテクニカルなインテンシティを持ったデュオ。
ベースを河本英樹が担当していた初期は、やや暴力的でパンク、ハードコアに近い音楽性だった。しかし、ベースのメンバーが変わるにつれて作品はテクニカルで複雑なものとなり、現在ではプログレ、現代音楽、ハードコア、フリー・ミュージックを統合したかのような、構築性の高い複雑怪奇な曲となっている。
フランスのプログレ・バンド「マグマ」から、変則リズムの多用、重厚なベース、躍動感のあるドラミング、オペラチックなヴォーカル、架空言語など多方面にわたる影響を受けている。ちなみにルインズの歌詞も独自の言語（「磨崖仏語」と呼ばれることもある）で歌われているが、こちらではコバイア語において単語ごとに存在するような「意味」はない。
バンド名には廃墟という意味があるが、それにふさわしい石仏、磨崖仏、遺跡など、石を主題にした写真がアルバムのジャケットになっている。このことには、石を主題とする写真撮影を続ける吉田の趣味も大いに影響している。一説にあるヘンリー・カウの楽曲（『アンレスト』収録）とは無関係と思われる。
バンドとしては一貫してデュオ形式を保ったが、デレク・ベイリー、灰野敬二、内橋和久など、（主にリード楽器奏者の）数多くのミュージシャンとも共演し、共に別名義や連名で音源も残している。

## メンバー

### 現メンバー
- 吉田達也：ドラムス、ヴォーカル（1985年 - )：岩手県出身
- 増田隆一：ベース、ヴォーカル（1992年？ - 1998年、2016年 - 現在）

### 元メンバー
- 河本英樹：ベース、ヴォーカル（1985年 - 1987年）
- 記本一儀：ベース、ヴォーカル、ヴァイオリン（1987年 - 1992年?）
- 佐々木恒：ベース、ヴォーカル（1998年 - 2003年）：山形県出身

## ディスコグラフィ
- RUINS (EP) 1986 trans records TRANS-11/
- RUINS2 (12inch) 1987 trans records TRANS-22/
- FIRST GIG (CT) 1987 magaibutsu/
- KANSAI TOUR (video) 1988 magaibutsu/
- RUINS3 (LP) 1988 trans records TRANS-39/
- STONE HENGE (LP/CD/CT) 1990 simmy 37(US)magaibutsu MGC-01/
- BEST OF RUINS (CT) 1991 ITALY/
- TIEN`A'MENT LIVE SERIES 01 (CT) 1991 ITALY/
- EARLY WORKS (CD) 1991 bloody butterfly/
- BURNING STONE (LP/CD/CT) 1992 simmy simmy 57(US)/
- RUINS (EP) 1992 public bath PB-14/
- 0'33inch (EP) 1993 H.G.fact HG-003/
- LIVE IN WEST COAST (video) 1993 magaibutsu MGV-03/
- 2 &19 NUMBERS (CD) 1993 SSE SSE8010CD/
- INFECT (CD) 1993 SSE SSE8018CD/
- GRAVIYAUNOSCH (CD) 1993 NG NG-D03/
- RUINS/DAWSON (splid EP) 1993 H.G.fact HG-009/
- RUINS (CT) 1994 E.M.N. FSF-001/
- RUINS/SCHLONG (split EP) 1994 H.G.fact HG-018/
- HYDEROMASTGRONINGEM (CD) 1995 TZADIK 7202(US)/
- REFUSAL FOSSIL (CD) 1997 skin graft GR45CD/
- IMPROVISATIONS (CD-R) 1997 magsibutsu MGR-04/
- VRRESTO (CD) 1998 magaibutsu MGC-14/
- SYMPHONICA (CD) 1998 TZADIK TZ7215/
- TOHJINBO/DEREK & RUINS (CD) 1998 PARATACTILE PLE1101-2/
- PALLASCHTOM (CD) 2000 magaibutsu MGC-17/
- LIVE MANDALA (CD) 2000 TZADIK TZ-7234/
- RUINS Best 1986 - 1992 (CD) 2001 magaibutsu MGC-21/
- TZOMBORGHA (CD) 2002 magaibutsu MGC-22/
- Live In Guangzhou (CD) 2002 NOISE ASIA NAIM13/
- sampling C KAERUCAFE Material Collection/STONEHENGE3 (CD) KAERU cafe KACA0120/
- RUINS VRRESTO REMIX (CD) SKINGRAFT GR76CD/

(RUINS + X)
- RUINS+UMEZU KAZUTOKI (CT) 1994 F.M.N./
- SAISORO/Derek& the Ruins (CD) 1995 TZADIK 7205(US)/
- JASON WILLET&RUINS (CD) 1995 megaphone(US)/
- ketsunoana/RON+RUINS (CD) 1998 PandemoniumRdz. PANO26/
- BIG SHOES/RON+RUINS (CD) 2001 magibutsu MGC-20/
- RUINS & UCHIHASHI Kazuhisa (CD) 2002 F.M.N. FMC-028/

## 派生バンド・グループ
- ルインズ・アローン
  - 吉田1人でルインズを再現する。ベースのパートには、サンプラーを使用する。
- ルインズ波止場
  - 1991年、ルインズと想い出波止場の合体バンドとして結成。別々の曲の同時演奏、リレー演奏、無音演奏等、数々のバカバカしくも実験的なアイディアを実践する。
- プログレルインズ
  - ケンソーの小口健一（キーボード）を加えた編成。1998年にアルバム『SYMPHONICA』を発表。ゲストに久保田安紀（ボーカル）、エミ・エレオノーラ（ボーカル）を迎え、高円寺百景に近いサウンドとなっている。
- ロンルインズ
  - サンフランシスコで活動するギタリスト、ロン・アンダーソンとルインズによるユニット。
- ニード - KNEAD
  - 灰野敬二とルインズのメンバー2人による即興バンド。
- デレク・アンド・ザ・ルインズ
  - デレク・ベイリーとルインズの2人によるバンド。バンド名はデレク・アンド・ザ・ドミノスのパロディ。
- サックス・ルインズ
  - 吉田達也と小埜涼子によるユニット。スタジオ録音では管楽器の多重録音によりルインズの曲をビッグバンドジャズ風に演奏。ライブでは即興中心。
- ルインズ・ソングス
  - 吉田達也とナスノミツルによるユニット。ルインズの曲を演奏。